# 赵宏略
赵宏略（1989年12月4日—），出生于辽宁省大连市，足球运动员。现效力中超球队沧州雄狮，司职后卫 。

## 职业生涯
赵宏略曾经入选国奥队  、国家二队 。2012年媒体披露北京国安有意买入赵宏略，但是大连实德俱乐部官方宣布赵是非卖品 。